# Vakwerk (ligger)

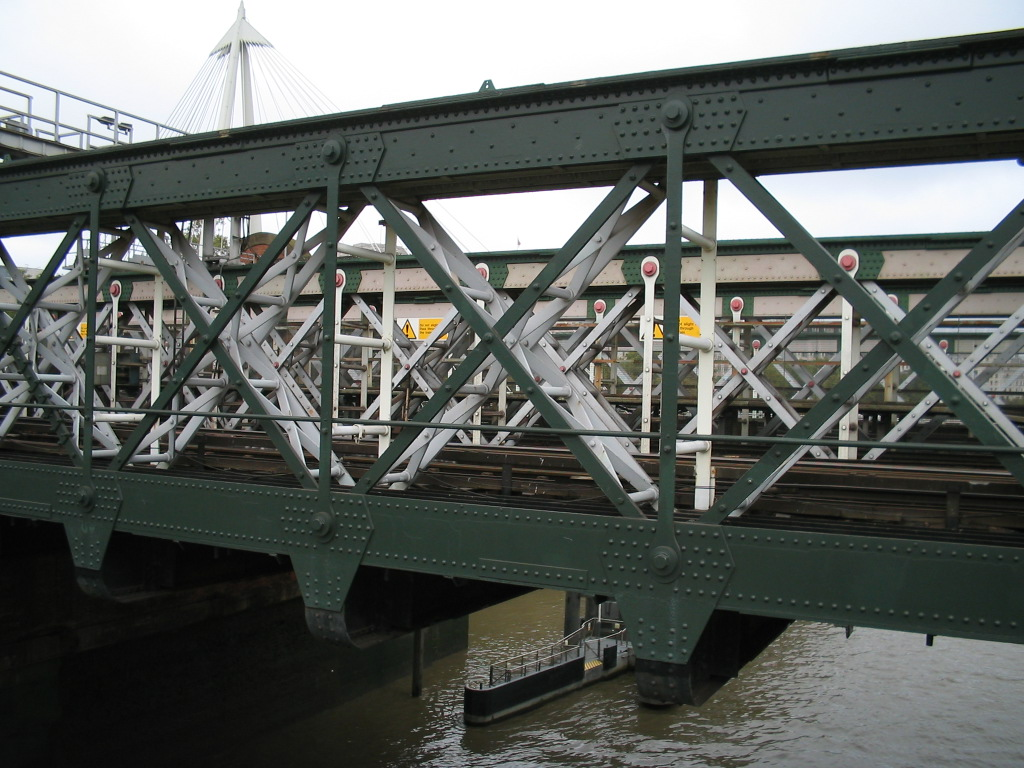
Stalen vakwerk

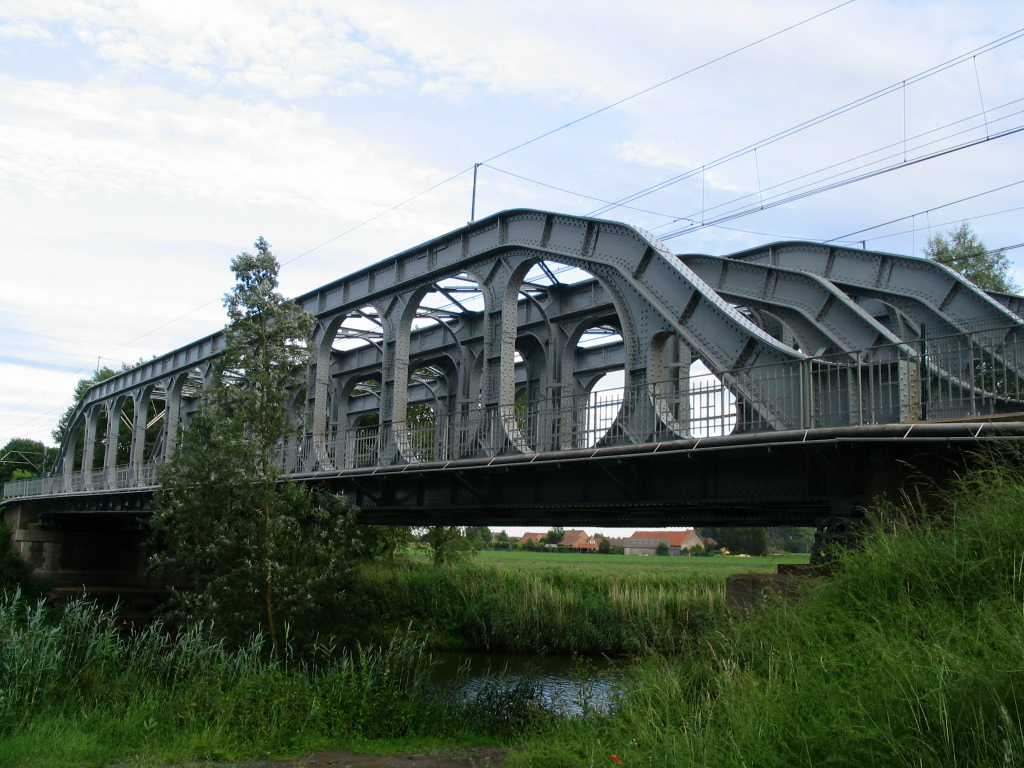
Vierendeelbrug in Grammene, België, gebouwd volgens het principe van Vierendeel

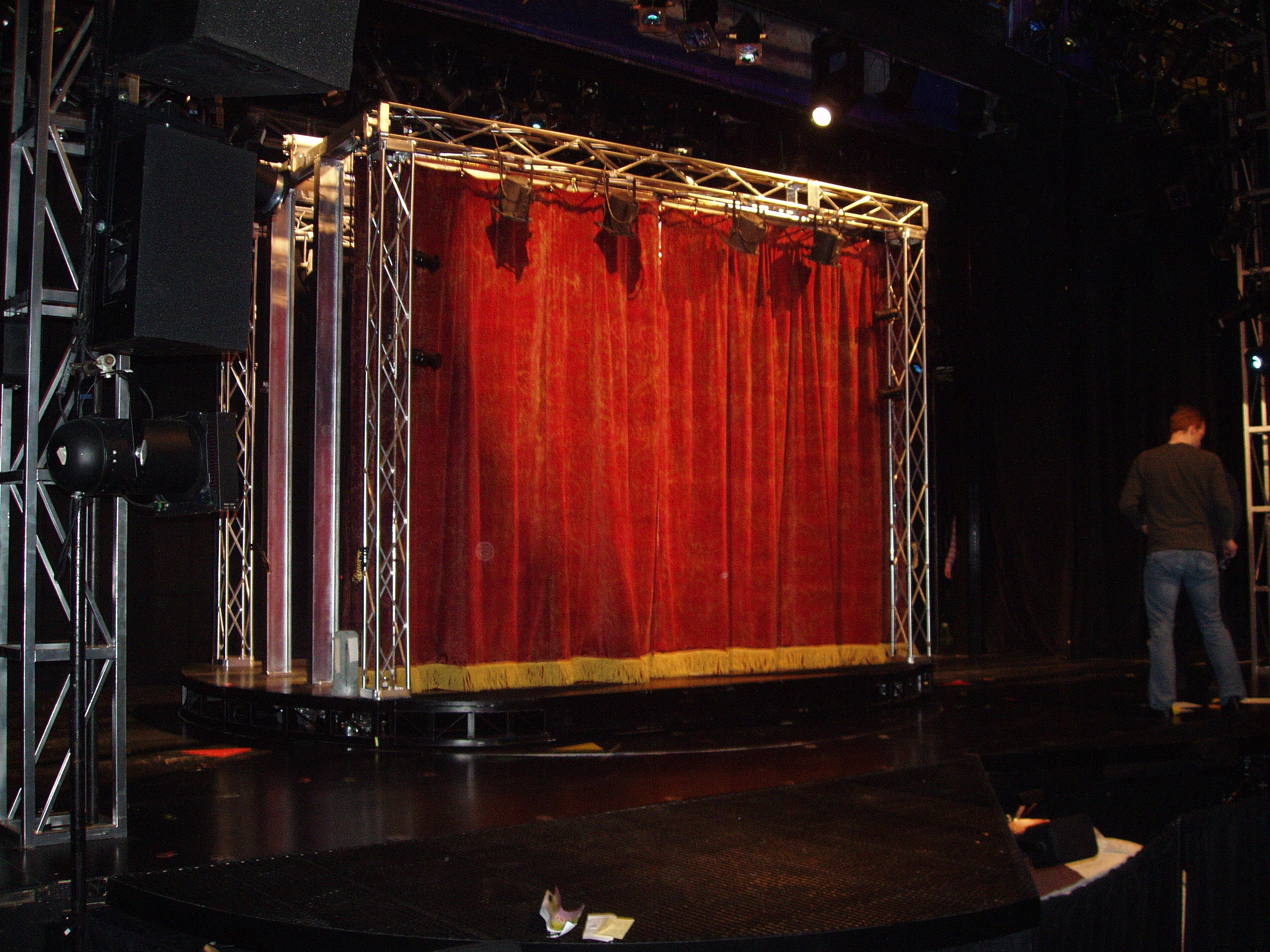
Gebruik in de theaterwereld

Een vakwerk is in de bouwkunde en civiele techniek de benaming voor een (meestal stalen) constructie die dient om een ruimte te overspannen. Voorbeelden hiervan zijn hoogspanningsmasten,  vakwerkbruggen en dakstoelen. In de audiovisuele techniek kent men deze veelal aluminium constructie onder de Engelse term truss.
Om uitsluitend trek- en drukkrachten en geen buiging op te nemen, grijpt de belasting op het vakwerk alleen aan in de knooppunten, die voor de berekening worden geacht uitgevoerd te zijn als scharnieren. De "berekening" kan ook grafisch worden uitgevoerd met een cremonadiagram.
Voor een inwendig statisch bepaald vakwerk met m staven en n knopen moet gelden:
m = 2n – 3
Dit geldt onder meer voor een vakwerk opgebouwd uit driehoeken. Driehoeken zijn vormvast en bieden de constructie daardoor stabiliteit.
Een constructie welke lijkt op een vakwerk zonder driehoeken maar met een doorlopende boven- en onderrand, waarbij de knopen dus zijn uitgevoerd als stijve verbindingen, is een Vierendeelligger, genoemd naar de Belgische ingenieur Arthur Vierendeel.

## Voorbeelden
Het bovenste, stalen deel van de zendmast in Hoogersmilde, dat in mei 2012 werd herbouwd na een brand en instorting van de oude mast in juli 2011, is sindsdien uitgevoerd als een vakwerkconstructie. De brandschade in de oude mast, een gesloten stalen buisconstructie, werd verergerd door het schoorsteeneffect in die buis. De open vakwerkconstructie zal daar geen last van hebben.